# Wolf 359

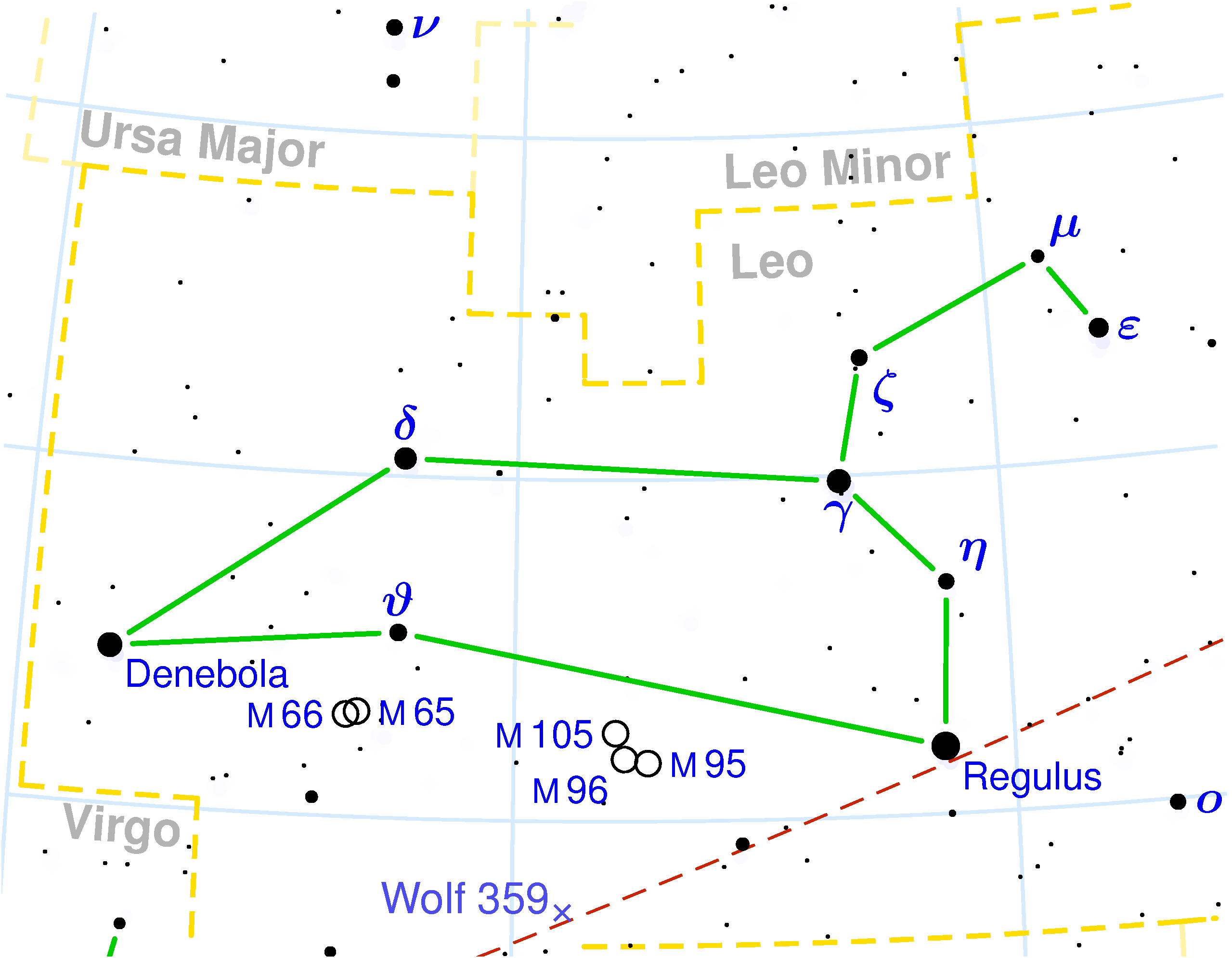
A Wolf 359 helye csillagtérképen

A Wolf 359 egy vörös törpe csillag kb. 7,8 fényévre (2,4 parszek) a Földtől, az Oroszlán csillagképben. Ez az egyik, a Naphoz legközelebbi csillag, csak az α Centauri rendszere és a Barnard-csillag található közelebb. Látszólagos helyzete az égbolton közel esik az ekliptikához. A csillag úgynevezett flercsillag, nagyon halvány, szabad szemmel nem látható.
A csillagot Max Wolf német csillagász fedezte fel 1918-ban asztrofotográfia segítségével. A hozzá legközelebbi csillag a Ross 128 (1,16 parszek / 3,79 fényév).

## Érdekességek
A Star Trek televíziós sorozatban itt ütközött meg 40 föderációs hajó egy támadó Borg kockahajóval. A csatának végezetes kimenetele volt a Csillagflotta számára: 39 hajó megsemmisült és több mint 11 000 személy meghalt.